# Lo Spagna

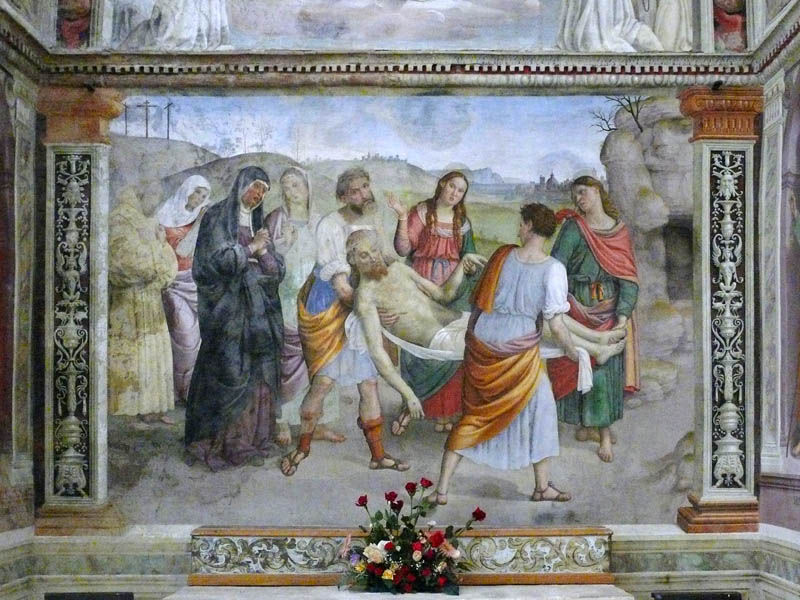
Fresco Christus op weg naar het graf, Chiesa della Madonna delle Lacrime (Cappella di S. Francesco) in Trevi

Lo Spagna (onbekend, ca. 1450 - Spoleto, oktober 1528), wiens eigenlijke naam Giovanni di Pietro luidt, was een Italiaans kunstschilder uit de hoogrenaissance, die werkte in midden-Italië. Hij wordt Lo Spagna genoemd omdat hij in Spanje geboren zou zijn. Er komen een aantal naamsvarianten voor: Giovanni da Spoleto, Giovanni lo Spagnolo, Juan de Spagna en Juan de Espagno. Lo Spagna wordt soms verward met L'Ortolano (Giovanni Battista Benvenuti). Onduidelijk is of de naam Johannes Hispanus betrekking heeft op Lo Spagna of op L'Ortolano. Lo Spagna moet ten slotte ook niet verward worden met Pietro di Giovanni D'Ambrogio, de broer van de uit Siena afkomstige kunstschilder Vecchietta (Lorenzo di Pietro Vecchietta).

## Leven en werk

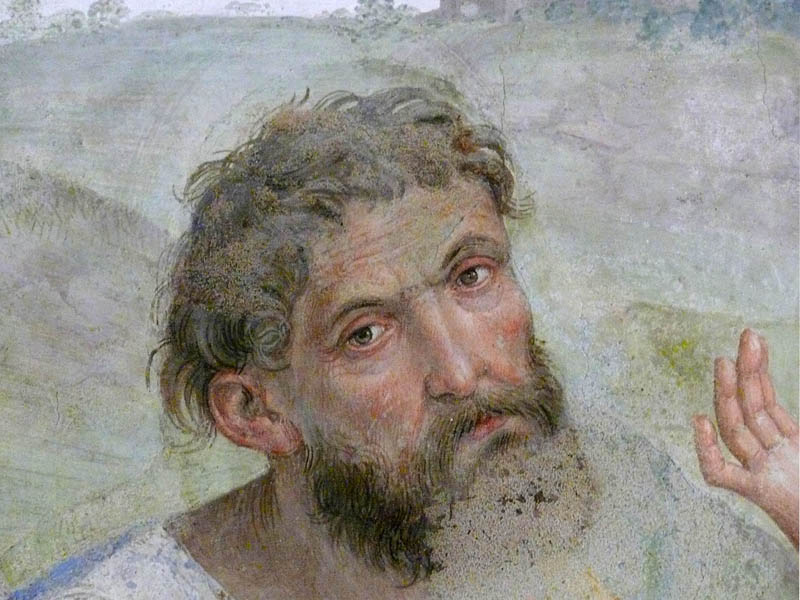
Fresco Christus op weg naar het graf, Chiesa della Madonna delle Lacrime (Cappella di S. Francesco) in Trevi - detail

Lo Spagna was, net als Raphael, een leerling en navolger van de uit Umbrië afkomstige kunstschilder Pietro Perugino. Hij was getrouwd met Santina Martorelli, een vrouw uit een aanzienlijke familie in Spoleto. Hij ontving in 1517 de onderscheiding Capitano delle Arti dei Pittori e degli Orefici. Als zijn leerlingen gelden Dono Doni en Cecco di Bernardino. Hij stierf in 1528, waarschijnlijk aan de pest.

### Schilderijen (selectie)
- Christus in de Hof van Gethsemane (Londen, The National Gallery)
- Christus draagt het kruis (Londen, The National gallery)
- Christus met doornenkroon (Londen, The National gallery)
- De doodstrijd in Gethsemane (Londen, The National gallery)
- Heilige Familie met heiligen (New Hampshire, Hood Museum of Art)
- Geboorte van de Heilige Maagd (Parijs, Louvre)
- Geboorte van Jezus (Parijs, Louvre)
- Maagd met kind (Parijs, Louvre)
- De dode Christus wordt beweend door Maria en Johannes (Parijs, Louvre)
- Franciscus van Assisi ontvangt de stigmata (Parijs, Louvre)
- Jeremia in de woestijn (Parijs, Louvre)
- Catharina van Alexandrië (Milaan, Museo Poldi Pezzoli)
- Madonna van de Melk tussen Maria Magdalena en St. Anthonius van Padua, (Rome, Vaticaanse Musea - Pinacoteek)[1]
- Jezus' Geboorte en aankomst van de Wijzen (Madonna van de 'Spineta'), (Rome, Vaticaanse Musea - Pinacotheek)
- Maria Magdalena in extase (Londen, The Wallace Collection

### Tekeningen (selectie)
- Figuurstudie van Johannes de Doper (Boston, Harvard Art Museum)
- Jeremia (Chantilly, Kasteel van Chantilly (Museo Cop))
- Maagd op de knieën, met gevouwen handen (Parijs, Louvre)[2]
- Naaktstudie (Parijs, Louvre)
- Studie van een zegenende bisschop (Parijs, Louvre)
- Studie van knielende Maagd (Parijs, Louvre)
- Maagd met kindje Jezus (Parijs, Louvre)
- Studie van Jozef van Arimathea (Parijs, Louvre)

### Fresco's (selectie)
- Sint-Franciscusbasiliek (Cappella di S. Caterina) in Assisi
- Portiuncula in de Basilica di Santa Maria degli Angeli in Assisi
- Klooster van de Barnabieten in Campello sul Clitunno
- Pinacoteca Civica in Terni
- Chiesa del Paese in Umbriano
- Christus op weg naar het graf, Chiesa della Madonna delle Lacrime (Cappella di S. Francesco) in Trevi
- Chiesa di San Giacomo, in Spoleto
- Chiesa di San Michele Arcangelo in Gavelli
- Apollo en de negen muzen in Musei Capitolini te Rome